# カメラの歴史

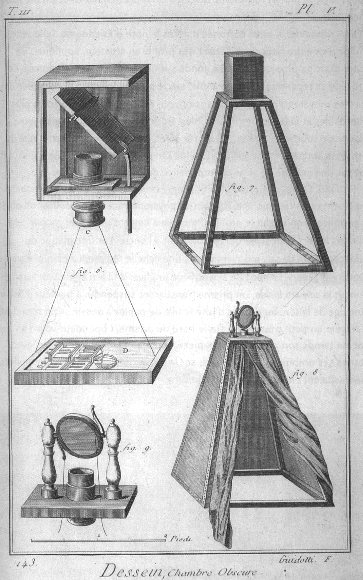
カメラ・オブスクラ

カメラの歴史（カメラのれきし）は、アラブの科学者イブン・アル＝ハイサムの『光学の書』（1021年）にピンホールまたはレンズでイメージスクリーンの上へ外の風景を投影する装置カメラ・オブスクラの記述まで遥かにさかのぼることができる。

## カメラ・オブスクラ

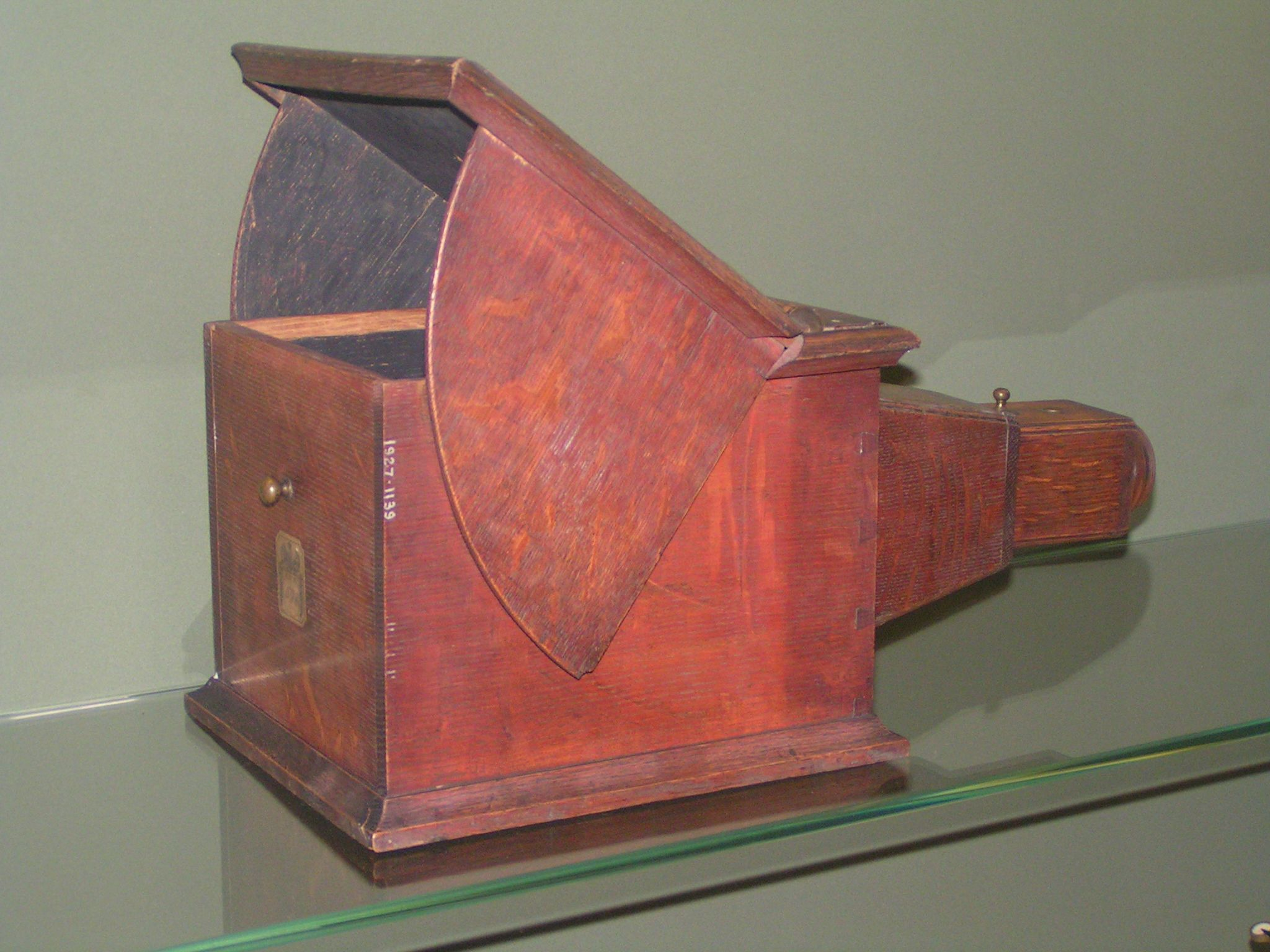
ロンドンのサイエンス・ミュージアムに展示されている携帯型カメラオブスクラ。写真発明前であり写像を固定することはできなかった

しかし、化学的に写像を固定するプロセスの発明前には、手でトレースすることは別として、これらのカメラで生じられるイメージを保存する方法はなかった。最も初期のカメラ・オブスクラは、中に人が入れるスペースを持っていた。これらは徐々に小さいモデルに進化し、写真技術が発明されるほぼ150年前の1685年には、写真撮影に十分実際的にコンパクトな最初のドイツ・ヴュルツブルクのイエズス会士ヨハン・ツァーンによって造られている。

## 最初の撮影
最初の固定された写真は、パリでヴィンセント・シュバリエとその息子シャルルによって製作されたスライドする木箱型カメラを使ったジョゼフ・ニセフォール・ニエプスによって、1826年か1827年に撮られた「ル・グラの窓からの眺め」である。ニエプスは、銀とチョークの混合物に光を当てると黒くなるというドイツの解剖学者ヨハン・ハインリヒ・シュルツェによる1724年の発見を基にして、ピューター（鉛とスズの合金）板をアスファルトピッチで被覆し、プレートを光にさらすことによって最初の写真を撮った。ピッチは光が当たったところが硬化し、硬化されていない部分は後から溶解された。これが写真撮影の端緒である。

## ダゲレオタイプとカロタイプ
ルイ・ジャック・マンデ・ダゲールとジョゼフ・ニセフォール・ニエプス（ダゲールのパートナーであったが、彼らの発明が完成する前に死去）は、1836年に最初の実用的な写真技術ダゲレオタイプを発明した。ダゲールは銅板を銀で被覆し、そして感度を上げるためにヨウ素蒸気に晒した。画像は水銀蒸気によって現像して、塩の溶液で定着された。
ウィリアム・フォックス・タルボットは、1840年に別のプロセスカロタイプを完成した。両者ともツァーンのモデルとほとんど変わらないカメラを使い、イメージを記録するためにイメージスクリーンの前に感光板または感光紙を置いた。焦点調節は通常スライドする箱で行なった。

## 写真乾板

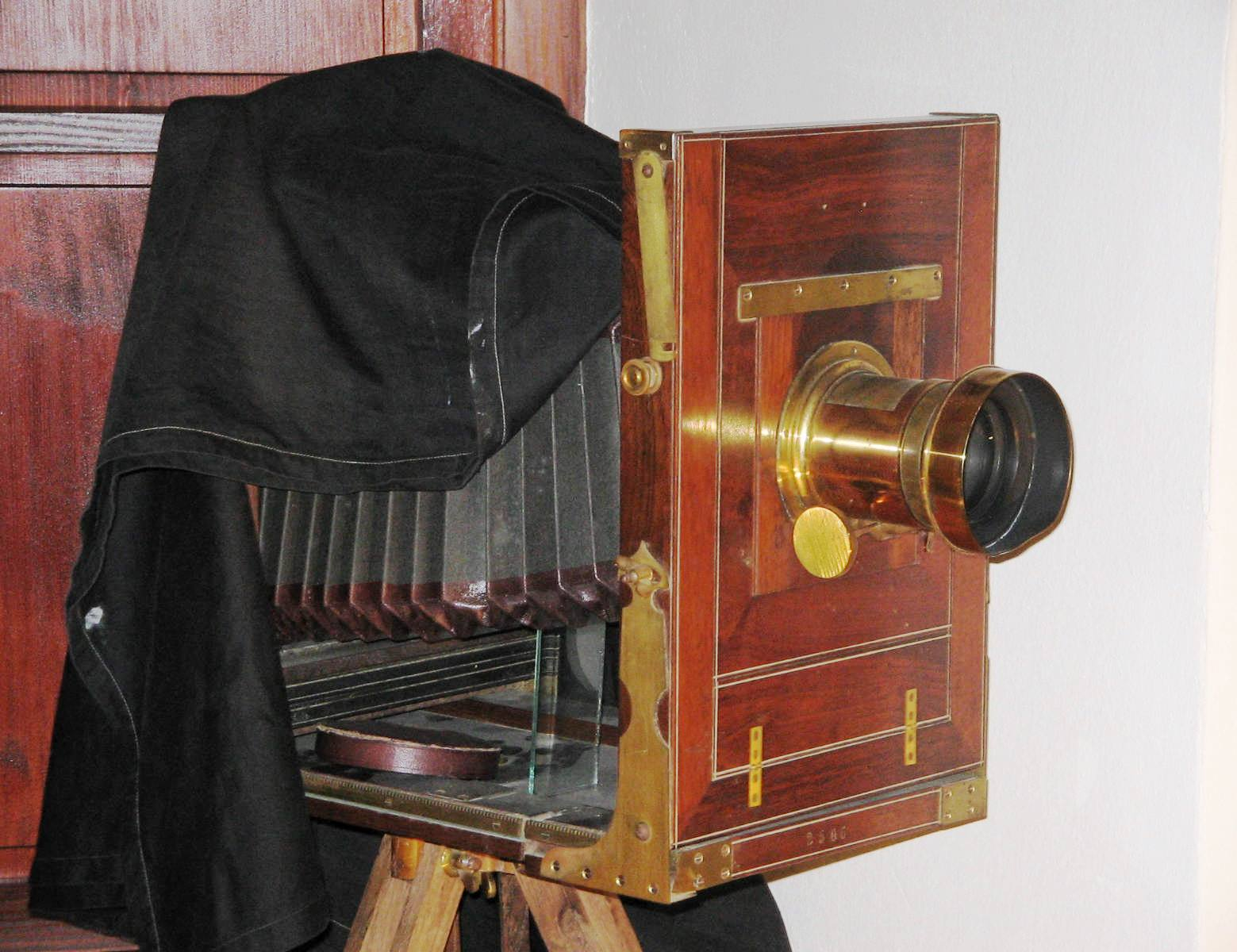
19世紀のスタジオカメラ

1871年にリチャード・リーチ・マドックスが写真乾板を発明し、カメラマンは既製品を使うことができるようになった。また、初めてカメラは手持ちに充分なほど、または隠すことさえできるほど小さくなった。携帯カメラからフィールドカメラまで、いろいろなデザインが激増した。
また感度の向上により、露出時間が短縮されたことにより、シャッターが必要になった。最初のシャッターはカメラから独立したアクセサリーであったが、1900年頃までにカメラに内蔵することが一般的になった。

## コダックとフィルムの起源

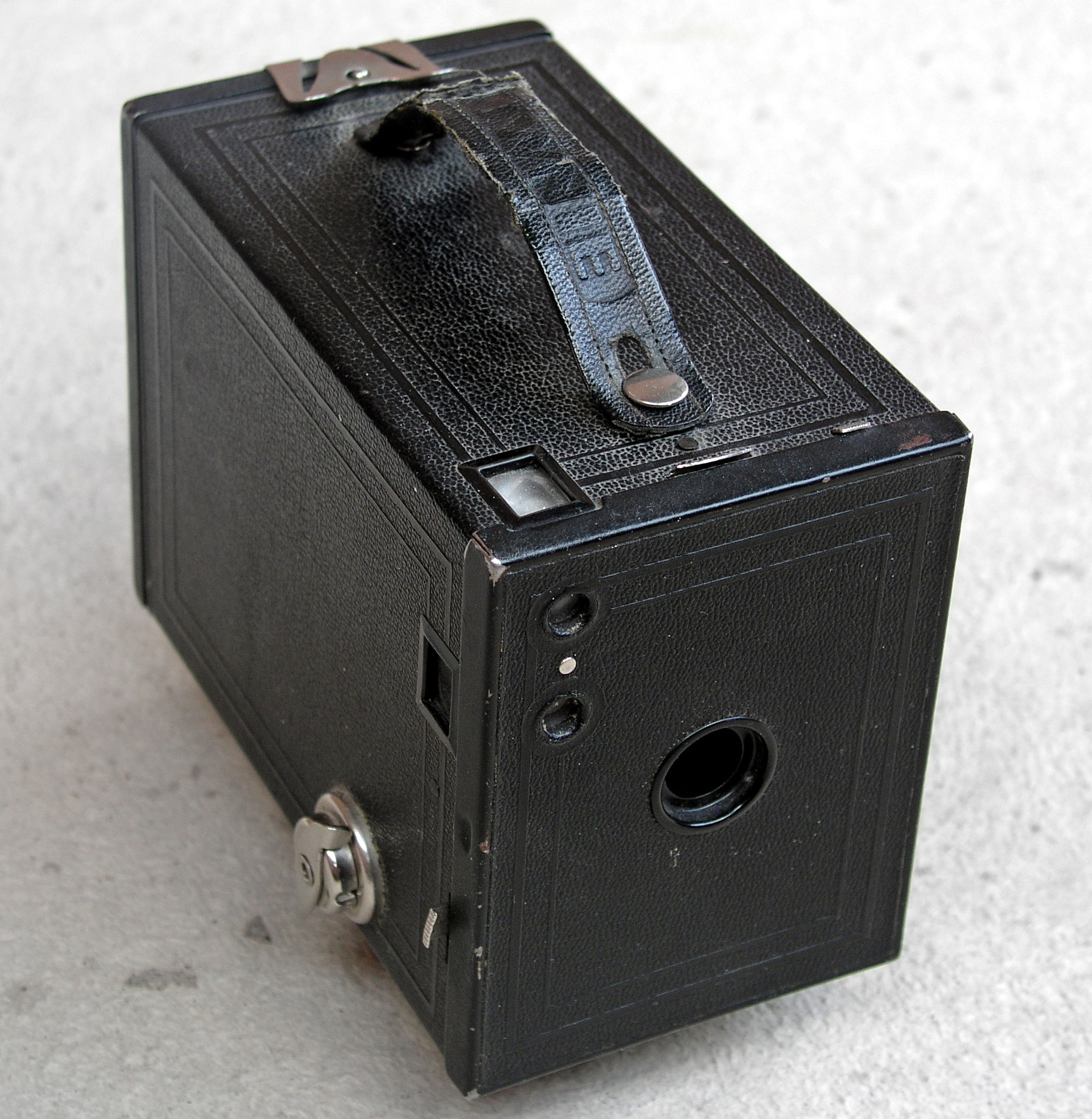
コダックNo.2ブローニーカメラ。1910年頃。

写真フィルムの使用はジョージ・イーストマンによって始められた。彼は1885年に紙フィルムを製造し始め、1889年にセルロイドに変えた。彼の最初のカメラNo.1コダックは1888年に発売された。それは固定焦点レンズと一つのシャッター速度による非常に単純な箱型カメラだった。そしてその比較的安い価格が平均的な消費者にアピールした。コダックは100枚の露出のためのフィルムを予め装填してあり、ロールが終わった時に処理と再装填のために工場に送り返される必要があった。1900年頃までには、イーストマンは彼のラインアップをボックスカメラと折りたたみカメラを含む数モデルに拡大した。
1900年に、イーストマンはスナップショットの概念を提供した単純で非常に安価な箱型カメラブローニーで大人気を得て、さらに一歩大衆市場に踏み出し、様々なモデルが1960年代まで発売された。
イーストマンによって可能にされる低コスト写真撮影の進展にもかかわらず、乾板カメラはまだより高品質のプリントを提供して人気があった。ロールフィルムカメラは装填ごとにより多くの撮影を可能にしたが、それと争うために、この時代からの多くの安価な乾板カメラは数枚の乾板を入れるために、マガジンを備えていた。乾板カメラのためのフィルムパックまたはロールフィルムを使うことができる特別なバックもあり、ロールフィルムカメラが乾板を使うのを可能にしたバックもあった。

## 35mm

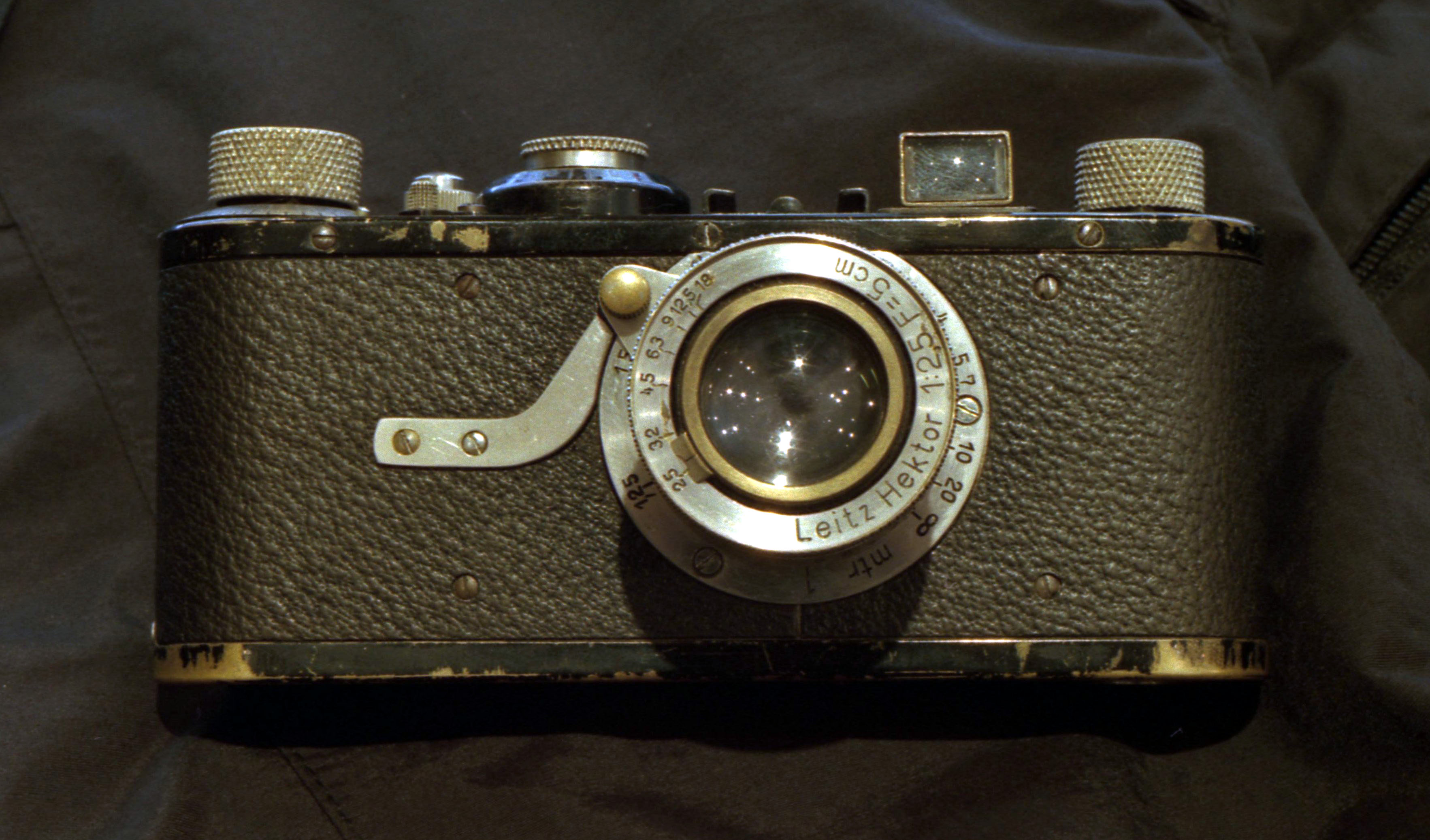
ライカI、1925年

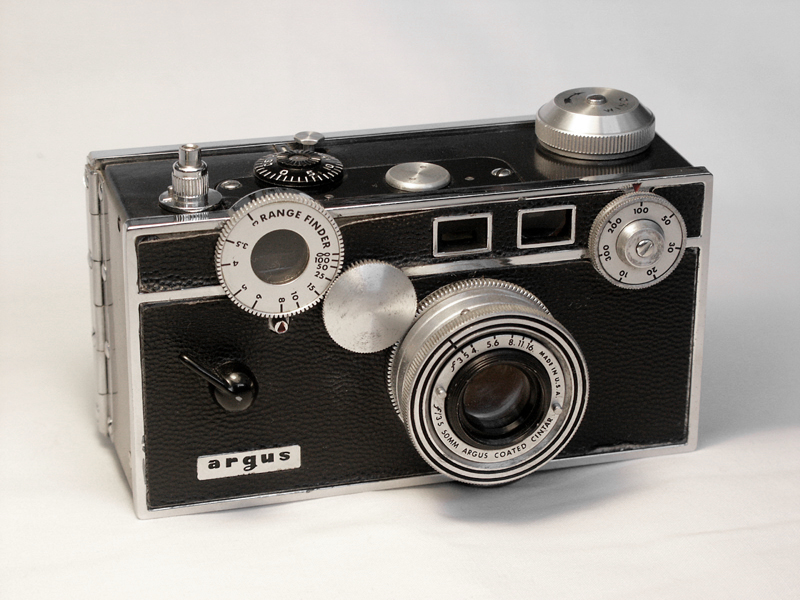
アーガスC3、1939年

エルンスト・ライツで研究開発を担当していたオスカー・バルナックは、高品質の引伸しプリントを製作することができるコンパクトカメラを造ろうとして、スチルカメラのために35mmの映画フィルムの使用を研究することに決めた。彼は1913年ごろにプロトタイプの35mmカメラ（ウルライカ）を試作したが、第一次世界大戦によって数年開発が遅れた。エルンスト・ライツは1923年から1924年にその設計を市場調査し、十分よい反響を受け、1925年ライカI（Leica=Leitz camera)の生産を開始した。ライカの得た人気は何社かの競争者を生んだが、特に1932年発売されたコンタックスが重要である。そして、ハイエンドのコンパクトカメラのためのフォーマットとしての24×36mm（ライカ）判の位置を固めた。
コダックは1938年にレチナIで市場に参入した。そしてすべての新しい35mmカメラで使われる135フィルムのカートリッジを導入した。レチナは比較的安価だったが、35mmカメラは大部分の人々にはまだ手の届かなかった。そして、まだロールフィルムは大衆用カメラのために選択されるフォーマットであった。これは、安価なアーガスAの導入で1936年に変わった。そして、1939年の非常に人気があったアーガスC3の出現により、さらにより大きな範囲になった。最も安いカメラがまだロールフィルムを使ったが、C3が1966年に生産中止になる頃には、35mmフィルムは市場を支配するようになった。
未熟な日本のカメラ産業は、1936年にキヤノン35mmレンジファインダーカメラ（1933年のカンノンプロトタイプの改良版）とともに離陸を始めた。日本のカメラは朝鮮戦争後、日本に駐留した兵士らがアメリカ合衆国その他に持ち帰るようになって、西側で人気が出始めた。

## 二眼レフカメラと一眼レフカメラ

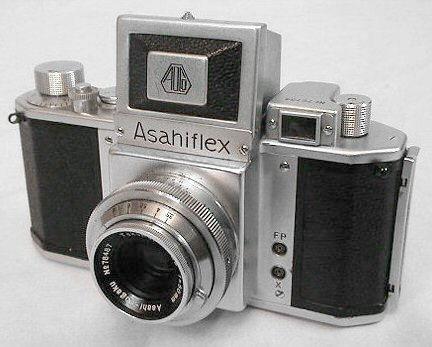
アサヒフレックスIIb, 1954年

最初の実用的なレフレックスカメラは、1928年のフランケ＆ハイデッケのローライフレックス二眼レフカメラであった。何十年も前から一眼レフカメラも二眼レフカメラも存在したが、それらは人気を博すにはあまりに大きかったが、ローライフレックスは充分にコンパクトであった。中判の二眼レフカメラのデザインはハイエンドとローエンドの両方において人気を得た。1935年のコンタフレックス等若干の35mmの二眼レフカメラもあったが、これらは成功を収めなかった。
一眼レフカメラにおけるデザインの革命は、1933年イハゲーが発売した127フィルム（ベストフィルム）を使ったコンパクトなエクサクタの発売で始まった。この後3年後に35mmのフィルムを使う最初の一眼レフカメラが続いた。35mm一眼レフカメラは接写や望遠撮影に強い特殊カメラとして一定の人気を得、そして第二次世界大戦後、さまざまな革新を施した新しいモデルが発売された。
戦後における一眼レフカメラの大きな革新はアイレベルファインダーであった。そしてそれは、最初は1947年にハンガリーのデュフレックスが実現し、1948年にはペンタプリズムを使う最初のカメラコンタックスSが発売された。これらの前は、すべての一眼レフカメラは、ウエストレベルのファインダーを備えていた。デュフレックスはクイックリターンミラーによる最初の一眼レフカメラでもあり、ファインダーが露出の後、暗くならなかった。同じ時期ハッセルブラッド1600Fの発売を見た。そして、それは何十年も中判一眼レフカメラの標準となった。
1952年に、旭光学工業（後のペンタックス、現リコーイメージング）は、135フィルムを使う日本最初の一眼レフカメラ、アサヒフレックスを発売した。キヤノン、ヤシカとニコンを含む他の日本のカメラメーカーも1950年代に一眼レフ市場に参入した。日本光学（現ニコン）のニコンFは、フルラインの交換可能な構成部品とアクセサリーを持っていて、通常、最初のシステムカメラと考えられている。それ以前のレンジファインダーカメラのSシリーズに加えて、ニコンの評判をプロ品質の機器メーカーとして確立させたのは、ニコンFであった。

## インスタントカメラ

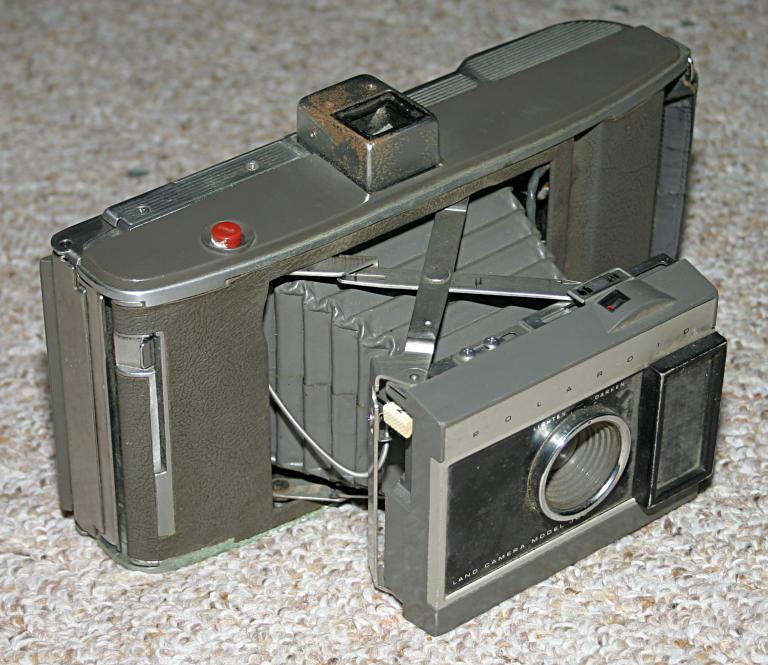
ポラロイド モデルJ66、1961年

世界初の現実的なインスタントカメラポラロイドモデル95が1948年に市場に出た。その発明者エドウィン・ハーバード・ランドにちなみランドカメラとして知られ、特許を受けた化学プロセスを使用し、1分未満でネガからポジプリントを作り出した。ランドカメラは比較的高価ではあったが人気を博し、ポラロイドラインアップは1965年のモデル20スィンガーがベストセラーとなるなどして、1960年代までに何十ものモデルに拡大した。しかし、20世紀の末からデジタルカメラの普及に伴い、急速に市場が縮小、2008年夏にポラロイドはインスタントフィルムの生産も終了した。

## 自動化
自動露出を特徴とする最初のカメラはセレン受光素子を装備した1938年の完全自動のスーパーコダック620であったが、当時としても225ドルと非常に高価のため、成功はしなかった。1960年代までには低コストな電子部品が一般化し、受光素子と自動露出システムを備えるカメラは非常に多くなった。
ドイツの小型カメラ「Mec16SB」は、レンズの後に受光素子を置くことで、より正確な測光を可能とした最初のカメラとして1960年発売された。しかし、最終的にTTL露出計は他のタイプのカメラより一眼レフカメラでより一般的な特徴になった。TTLシステムを備える最初の一眼レフは、1962年のトプコンREスーパーであった。

## デジタルカメラ
2000年代以降は従来の感光材（銀塩フィルム）の化学反応を用いたフィルムカメラに代わって、CCDやCMOSなどの撮像素子やフォトダイオードによる光電変換によって得られた電気信号をデジタルデータ化し、メモリーカードなどの記録メディアに保存するデジタルカメラが普及するようになる。その後デジタルカメラは勢力を伸ばし、ついには従来のフィルムカメラを駆逐する勢いとなって、それに伴いフィルムカメラ関連の事業は縮小していくようになった。